# Chrysozephyrus muhshengi
Chrysozephyrus muhshengi är en fjärilsart som beskrevs av Shimonoya och Siuiti Murayama 1971. Chrysozephyrus muhshengi ingår i släktet Chrysozephyrus och familjen juvelvingar. Inga underarter finns listade i Catalogue of Life.